# Historische Flugzeuge der spanischen Luftwaffe
Das Ejército del Aire wurde am 2. April 1910 per Regierungserlass gegründet und ist eine der drei Waffengattungen (armas) der spanischen Streitkräfte (Fuerzas armadas de España).

Folgende historische Fluggeräte waren im Einsatz der spanischen Luftwaffe (Liste nach Jahresgruppen, innerhalb der Jahresgruppen alphabetisch ohne Anspruch auf Vollständigkeit):

## 1910–1919

### Avro 504
Doppeldecker, Schulflugzeug, Jagdflugzeug, Nachtjäger Konstrukteur: Alliott Verdon Roe, England

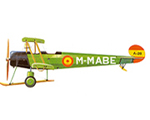
AVRO 504 1919
AVRO 504 im Museum

Der Konstrukteur Alliott Verdon Roe schenkte Anfang 1918 eine Maschine vom Typ 504 dem spanischen König Alfons XIII. 50 Exemplare wurden daraufhin bestellt. Die Indienststellung war 1919. Die Maschinen wurden in erster Linie zur Pilotenschulung verwendet, an den Standorten Getafe, Cuatro Vientos, Alcalá und Albacete. Zahlreiche später bekannte spanische Militär-Piloten wie González Gallarza, Estévez, Lóriga, Llorente, Gómez Spencer, Hidalgo de Cisneros und Lacalle sammelten auf diesem Muster ihre ersten Flugerfahrungen. Auch der spätere Diktator Francisco Franco erwarb auf diesem Typ seine Flugberechtigung.
Der spanische Erfinder Juan de la Cierva verwendete den Rumpf der AVRO 504 K für seinen Tragschrauber der Serie Cierva C.6. Berühmt wurde die AVRO 504 durch ihren Einsatz im Ersten Weltkrieg: am 22. August 1914 zerstörten drei AVRO 540 in Deutschland das Zeppelinwerk in Friedrichshafen am Bodensee. Insgesamt waren 9.500 Maschinen dieses Typs weltweit im Einsatz.
In Spanien erfolgte die Außerdienststellung Ende 1939.
| Technische Daten Avron 504 K |                              |
| Kenngröße                    | Daten                        |
| Bauart                       | Doppeldecker                 |
| Antrieb                      | Le Rhône Umlaufmotor, 110 PS |
| Länge                        | 8,97 m                       |
| Spannweite                   | 10,97 m                      |
| Höhe                         | 3,18 m                       |
| Höchstgeschwindigkeit        | 160 km/h                     |
| Reichweite                   | 390 km                       |
| Besatzung                    | 2                            |
| Einsatz                      | 1919–1938                    |

### Barron -W-
Doppeldecker, Konstrukteur: Barrón, Spanien. Capitan Barrón entwickelte diese Maschine aufgrund seiner Erfahrungen im militärischen Flugbetrieb.

Barron W 1915

Einsatz: Beobachtungsflugzeug; Einsatzzeit 1915 bis Ende 1917.
Motor: Hispano-Suiza 8AB. Capitán Fanjul mit Fotograf Alonso erflogen den spanischen Rekord 1918 und erreichten erstmals in der Luftfahrtgeschichte eine Höhe von 4.750 Metern über NN.
| Technische Daten Barrón W |                           |
| Kenngröße                 | Daten                     |
| Bauart                    | Doppeldecker              |
| Antrieb                   | Hispano-Suiza 8AB, 180 PS |
| Länge                     | 8 m                       |
| Spannweite                | 14 m                      |
| Höhe                      | 3,5 m                     |
| Höchstgeschwindigkeit     | 130 km/h                  |
| Leermasse                 | 650 kg                    |
| Startmasse                | 1150 kg                   |
| Gipfelhöhe                | 4800 m                    |
| Reichweite                | 390 km                    |
| Besatzung                 | 2                         |
| Einsatz                   | Bomber                    |

### Breguet XIV
Doppeldecker, Fabrikation: Breguet, Frankreich

Breguet XIV 1917

Verschiedene Motoren: Renault 12 F, Fiat A-12 bis Hispano-Suiza 8F (alle ca. 300 PS) und Rolls-Royce Eagle VIII mit 360 PS.
Einsatz: Überwachungsflüge. Einsatzzeit 1917 bis Ende 1919. Max. Flughöhe 6000 Meter, Reichweite 800 Kilometer.
| Technische Daten Breguet XIV |                          |
| Kenngröße                    | Daten                    |
| Bauart                       | Doppeldecker             |
| Antrieb                      | Hispano-Suiza 8F, 300 PS |
| Länge                        | 9 m                      |
| Spannweite                   | 14,6 m                   |
| Höhe                         | 3,3 m                    |
| Höchstgeschwindigkeit        | 192 km/h                 |
| Reisegeschwindigkeit         | 175 km/h                 |
| Leermasse                    | 1070 kg                  |
| Startmasse                   | 1600 kg                  |
| Gipfelhöhe                   | 4800 m                   |
| Reichweite                   | 800 km                   |
| Besatzung                    | 2                        |
| Bewaffnung                   | 2 Maschinenkanonen HS    |
| Einsatz                      | Beobachter               |

### Caudron G-III
Doppeldecker, Konstrukteur: René und Gaston Caudron, Frankreich

CAUDRON G3 1914
G3 REBLICA 2001

Motor: Le Rhône 9c 80 PS, Einsatz: Schulungsflüge. Die Französin Madame de la Roche flog als erste Frau der Welt mit diesem Typ auf 3.900 Meter. 1921 überquerte die Pilotin Adrienne Bolland die Anden. La Aeronáutica Militar Española hatte diese Maschinen in der Militärflugschule in Getafe und Sevilla von 1914 bis Ende 1919 im Einsatz. Der Typ wurde Anfang 1920 durch die AVRO 504 ersetzt und nach Nordamerika verkauft.
| Technische Daten Caudron G-3 |                                |
| Kenngröße                    | Daten                          |
| Bauart                       | Doppeldecker                   |
| Antrieb                      | Umlaufmotor Le Rhône 9c, 80 PS |
| Länge                        | 6,68 m                         |
| Spannweite                   | 13,40 m                        |
| Höhe                         | 2,5 m                          |
| Höchstgeschwindigkeit        | 160 km/h                       |
| Leermasse                    | 445 kg                         |
| Startmasse                   | 734 kg                         |
| Gipfelhöhe                   | 3000 m                         |
| Reichweite                   | 4 h                            |
| Besatzung                    | 2                              |
| Einsatz                      | 1914–1920                      |

### De Havilland DH.4
Doppeldecker, Fabrikation: De Havilland Co. England

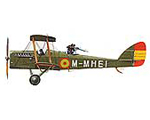
DH.4 De Havilland 1916

Motor: Rolls-Royce Eagle 12 Zylinder in V-Anordnung, wassergekühlt, 360 PS. Einsatz: Bomber und Jagdflugzeug, konnte 12 Bomben zwischen 10 und 12 Kilogramm aufnehmen. Die Nutzlast lag bei 710 Kilogramm. Die Maschine erreichte Flugzeiten von 3:45 Stunden. La aviación española hatte 45 Maschinen zwischen 1916 und 1919 im Einsatz; jedoch waren bei den Einsätzen ein Rekordverlust in Höhe von 35 Maschinen zu verzeichnen. Der letzte Einsatz einer DH-4-Staffel war unter Franco bei der la pacificación de Marruecos über Marokko. Der Maschinentyp wurde danach durch die DH-9-Serie vollständig ersetzt.
| Technische Daten D.H.4 |                                                               |
| Kenngröße              | Daten                                                         |
| Bauart                 | Doppeldecker                                                  |
| Antrieb                | Rolls-Royce Eagle, 12-Zylinder-V-Motor, wassergekühlt, 360 PS |
| Länge                  | 9,35 m                                                        |
| Spannweite             | 12,93 m                                                       |
| Höhe                   | 3,09 m                                                        |
| Höchstgeschwindigkeit  | 220 km/h                                                      |
| Reisegeschwindigkeit   | 165 km/h                                                      |
| Leermasse              | 1070 kg                                                       |
| Startmasse             | 1780 kg                                                       |
| Gipfelhöhe             | 4800 m                                                        |
| Reichweite             | 3,45 h                                                        |
| Besatzung              | 2                                                             |
| Bewaffnung             | 2 MG Lewis, max. 12 Bomben zwischen 10 und 12 kg              |
| Einsatz                | Jagdbomber                                                    |

### De Havilland DH.9
Doppeldecker, Fabrikation: De Havilland Co. England

DH-9 Hispano Suiza 1922

Ausgeliefert wurde der DH-9 ab 1917 mit den original englischen Motoren von Rolls-Royce mit 230 PS. In Spanien wurde in der Werft von Hispano Suiza de Guadalajara auf Hispano-Suiza 8Fb Motoren mit 300 PS umgerüstet. Einsatz: Aufklärer, Bomber und Bomberübungsmaschine.
Durch die Zuladungsmöglichkeit von 800 kg wurde dieser Typ mit Abwurfvorrichtung für 200 kg-Bomben ausgerüstet. Die Maschinenkanonen 20 mm von Hispano Suiza schossen synchronisiert durch den drehenden Propeller. Die DH-9 wurden 1917 in Dienst gestellt, und 1922 kam die Version DH-9A hinzu, die durch geänderte Zelle mehr Zuladung hatte und über einen leistungsstärkeren Motor von Napier Lion mit 450 PS verfügte. Diese Variante war bis Ende 1931 im Einsatz.

### LohnerPfeilflieger
Doppeldecker, Konstruktion und Fertigung: Motor und Luftfahrzeug G.m.b.H. (Jacob Lohner-Werke) Österreich

Lohner „Pfeilflieger“ 1912

Wurde 1912 in Dienst gestellt als leichter Bomber. Die Bomben wurden von Hand abgeworfen. Lohner errichtete auf dem Militärflugplatz Cuatro Vientos eigens eine Wartungshalle für seine Maschinen. Die Halle wurde später von Flecha für die Maschinen vom Typ Barron -W- weiterbenutzt.
Eine Staffel von vier Lohner Pfeilflieger unter der Führung von Capitán Kindelán führte über Tetuán Marokko einen der ersten Bombenabwürfe einer Fliegerstaffel der Welt durch. Einer der Piloten war der Infante (Sohn des Königs von Spanien) Don Alfonso de Orleáns. Weitere Staffelmitglieder waren Capitan Barrón, der selbst eine Maschine konstruierte (siehe: Barrón -W-), und Capitan Cifuentes. Am 17. Dezember 1913 warfen sie die Bomben per Hand aus ihren Maschinen.
| Lohner „Pfeilflieger“ |                       |
| Kenngröße             | Daten                 |
| Bauart                | Doppeldecker          |
| Antrieb               | Austro Daimler, 90 PS |
| Länge                 | 10,50 m               |
| Spannweite            | 13 m / 8,40 m         |
| Höhe                  | 3,10 m                |
| Höchstgeschwindigkeit | 110 km/h              |
| Masse                 | 580 kg                |
| Reichweite            | 500 km                |
| Besatzung             | 2                     |
| Einsatz               | 1912–1917             |

Einsatz: wurde 1912 in Dienst gestellt als leichter Bomber. Die Bomben wurde von Hand abgeworfen. Lohner errichtete auf dem Militärflugplatz Cuatro Vientos eigens eine Wartungshalle für seine Maschinen. Die Halle wurde später von Flecha für die Maschinen vom Typ Barron -W- weiterbenutzt.
Eine Staffel von vier Lohner Pfeilflieger unter der Führung von Capitán Kindelán führte über Tetuán Marokko einen der ersten Bombenabwürfe einer Fliegerstaffel der Welt durch. Einer der Piloten war der Infante (Sohn des Königs von Spanien) Don Alfonso de Orleáns. Weitere Staffelmitglieder waren Capitan Barrón und Capitan Cifuentes. Am 17. Dezember 1913 warfen sie die Bomben per Hand aus ihren Maschinen.

### Farman M.F.11
Doppeldecker, Konstrukteur: Maurice Farman, Frankreich

FARMEN MF-11
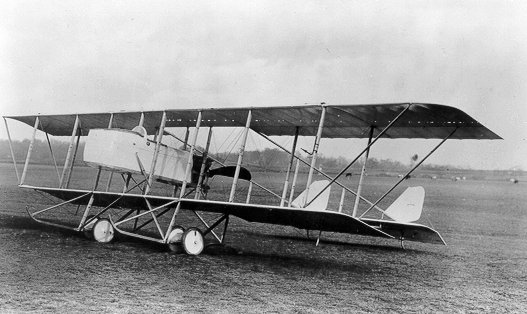
Farman MF 11 Shorthorn

Motor: De Dion Bouton-Achtzylinder in V-Form, Leistung: 80 PS. Einsatz: ab 1914 als Trainer, Beobachter und Bombenabwerfer (von Hand). Bewaffnung: 18 Stück 7,5 kg Bomben und ein MG. Wurde zwischen 1914 und 1918 als Nachtbeobachter eingesetzt. Letzter aufgezeichneter Flug im Dezember 1929, danach ausgemustert.

### Farman M.F.7
Doppeldecker, Konstruktion: Henry Farman, Frankreich, sowie die Spanier Carde und Escoriaza.

FARMAN MF-7

Motor: Renault, Leistung 50 PS. Einsatz: 1912 auf Grund seiner großen Spannweite von 16,5 Metern und der schwachen Motorleistung von 50 PS waren nur sechs Einheiten im Schulbetrieb. Diese wurden in der Fabrik der spanischen Flugzeugbauer Carde und Escoriaza in Zaragoza umgebaut und mit stärkeren Triebwerken von 70 PS versehen. Die Tragflächen und Querruder wurden ebenfalls geändert auf 15,54 Meter Spannweite. Außer Schulbetrieb sind keine besonderen Einsätze bekannt. Ab 1916 wurden diese Typen durch AVRO- und CAUDRON-Modelle ersetzt.

### Morane-Saulnier G
Eindecker, Schulung, Beobachter. Konstrukteur: Raymond Saulnier, Hersteller: Morane-Saulnier, Frankreich

Spanische Morane-Saulnier G
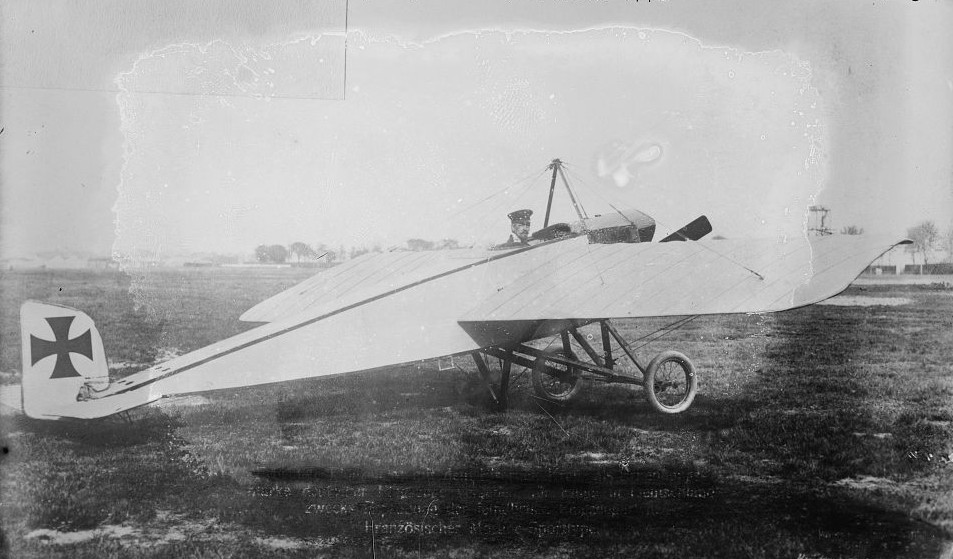
Morane-Saulnier G 1915

Motoren: von Gnôme und Le Rhône Umlaufmotor, Leistung: 80 PS.
Der Conde de Artal, Mitglied der colonia española Buenos Aires, Argentinien, übergab Ende 1912 zwei Maschinen zur Pilotenschulung. Einsätze: Beobachtungsflugzeug in Marokko, Flugplatz Aeródromo de Sania Ramel. Sehr schnell erkannte man, dass dieser Typ für den Militäreinsatz nicht geeignet war. Sie wurden nur noch zur Schulung verwendet. Insgesamt waren drei Maschinen des gleichen Typs im Schulungsbetrieb. Standort: Militärflugplatz Cuatro Vientos, Madrid. In Frankreich waren zur selben Zeit 94 Maschinen vom Typ G im Einsatz.

### Nieuport IV-G
Zweisitzer, Doppeldecker, Schulung Hersteller: Etablissements Nieuport, Frankreich
Einsätze: Flugschule Aeronáutica Militar Española später auch in Marokko, Flugplatz Sania-Ramel, nähe Tetuan stationiert.
Motor: Gnôme 80 PS

NIEUPORT IV

### Vilanova Acedo
Eindecker, Einsitzer, Hersteller: Juan Vilanova, Luis Acedo Spanien

Motor: Azani 3 Zylinder-Reihenmotor 25 PS, Luftgekühlt

Vilanova Acedo Españia 1909
Vilanova Acedo (1910)

Juan Vilanova rekonstruierte das Flugzeug nach Plänen von Bleriot zusammen mit dem Industrie-Ingenieur Luis Acedo. 1910 Erstflug über dem Strand Playa la Malvarrosa, Valencia. Vilanova und sein Bruder beabsichtigten, die Maschine in Serie zu fertigen. Es blieb aber bei dem Prototyp, der seit 1968 im Museo del Aire, Madrid gezeigt wird.
| Technische Daten: Vilanova Acedo |                      |
| Kenngröße                        | Daten                |
| Bauart                           | Eindecker            |
| Antrieb                          | Anzani 3-Zyl., 25 PS |
| Länge                            | 7,85 m               |
| Spannweite                       | 9,90 m               |
| Höhe                             | 2,6 m                |
| Höchstgeschwindigkeit            | 65 km/h              |
| Reichweite                       | 2,5 h                |
| Besatzung                        | 1                    |
| Einsatz                          | 1909–1911            |

### AME VI

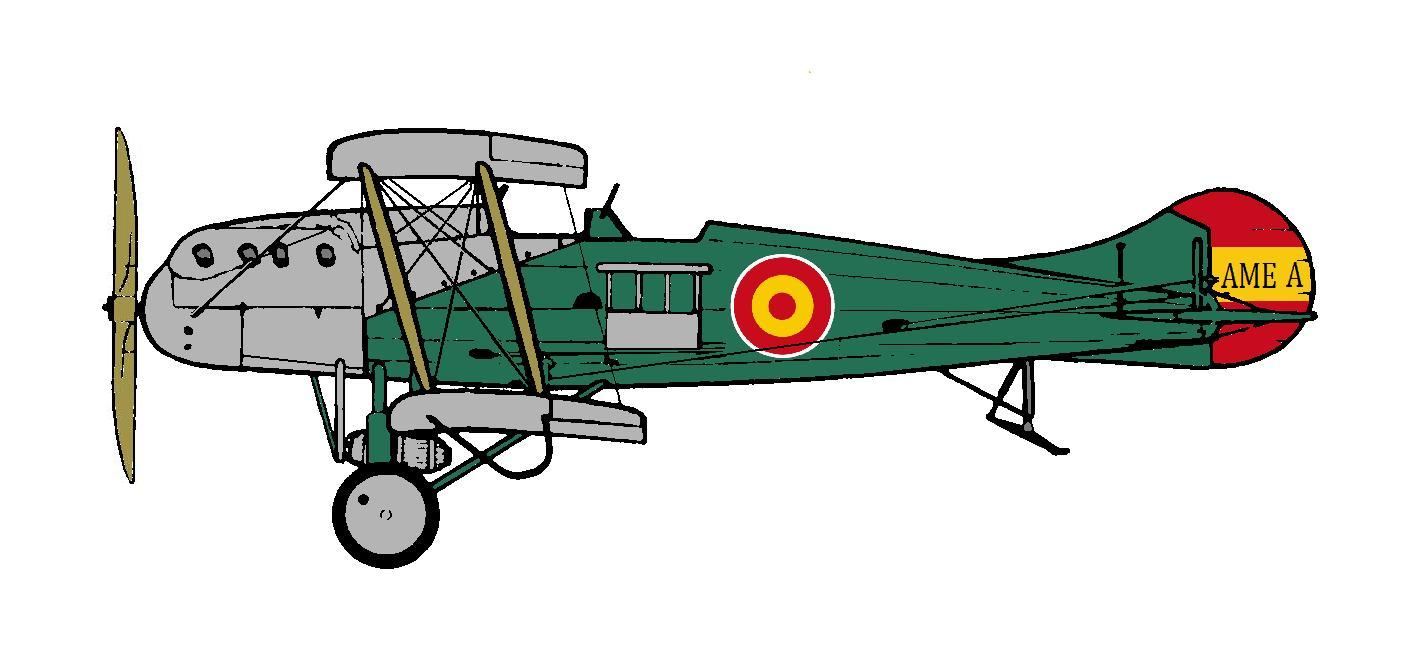

## 1920–1929

### AutogiroLa Cierva C-6

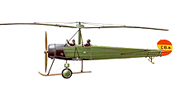
C.6

- Autogiro C-12

### Avia 51

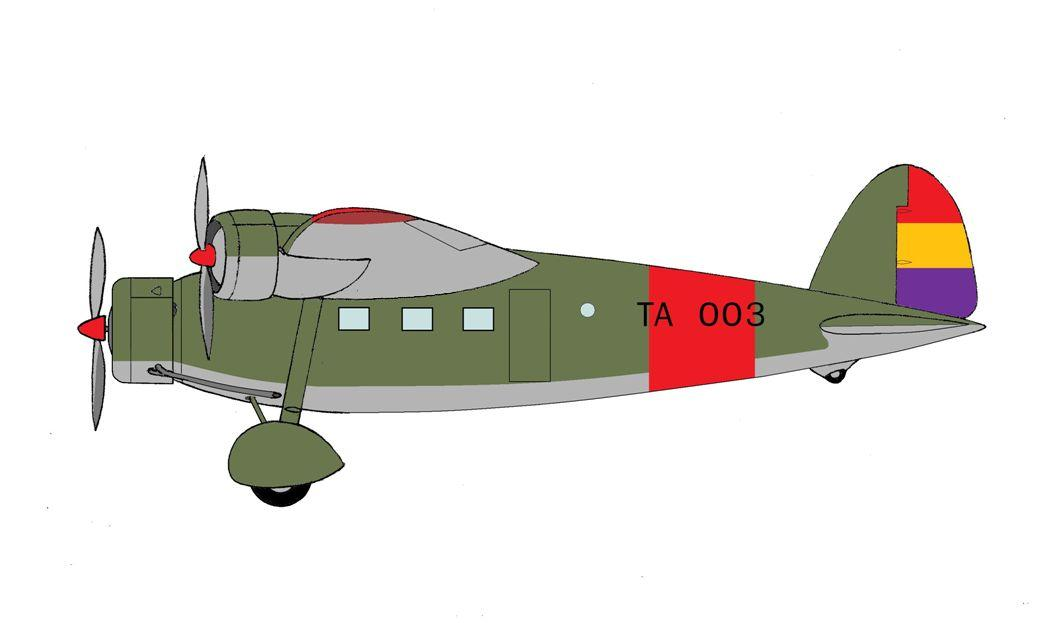
Avia 51

### Blériot-SPAD S.51

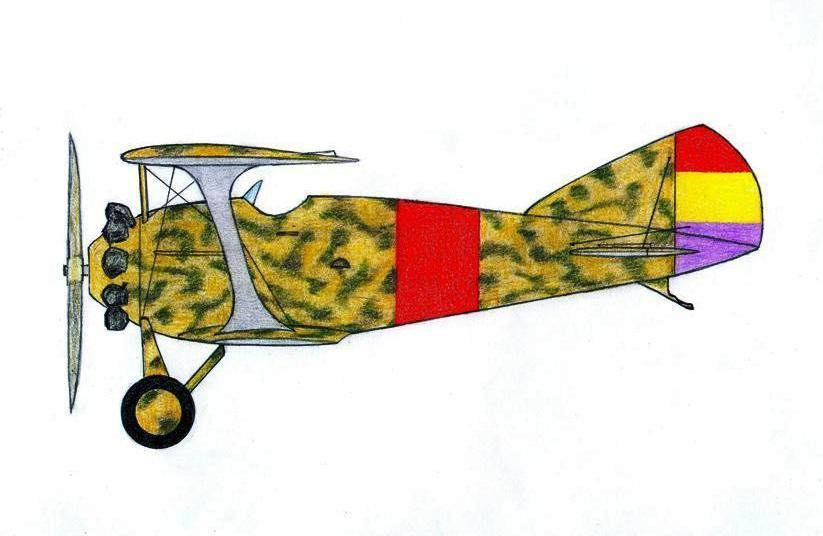
Blériot-SPAD S.51

### Blériot-SPAD S.91

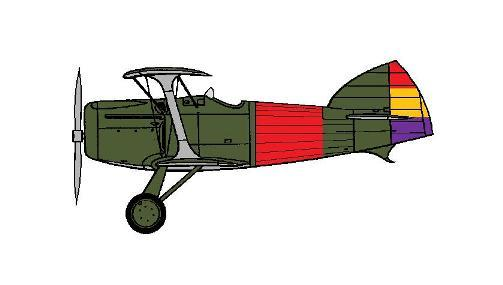
Blériot-SPAD S.91

### Breguet XIX– CASA-Breguet

Casa Breguet XIX

### Breguet XIX Super TR -Superbidon-
Modifikationen CASA

Casa Superbidon XIX

### Breguet 460

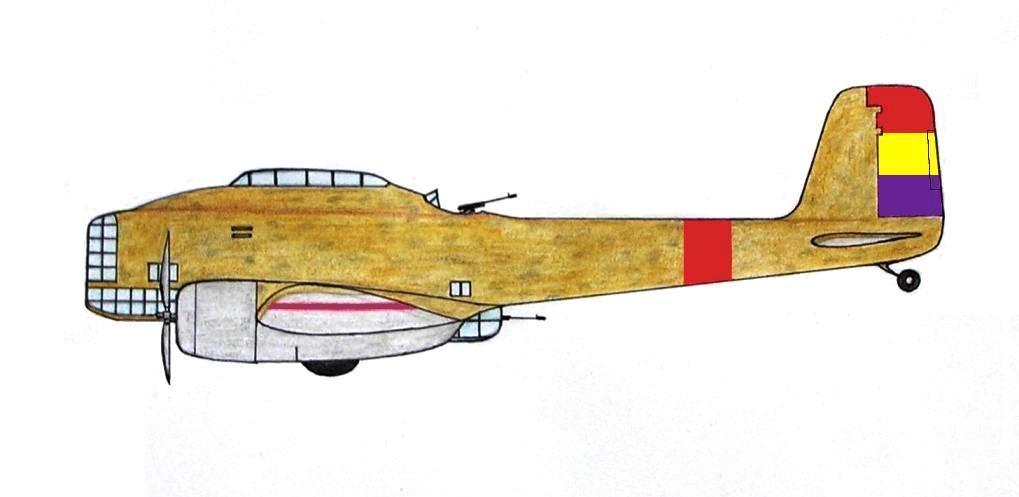
Breguet 460 Vultur

### Bristol F.2B-Fighter-

Bristol F2B

### Caudron C.286

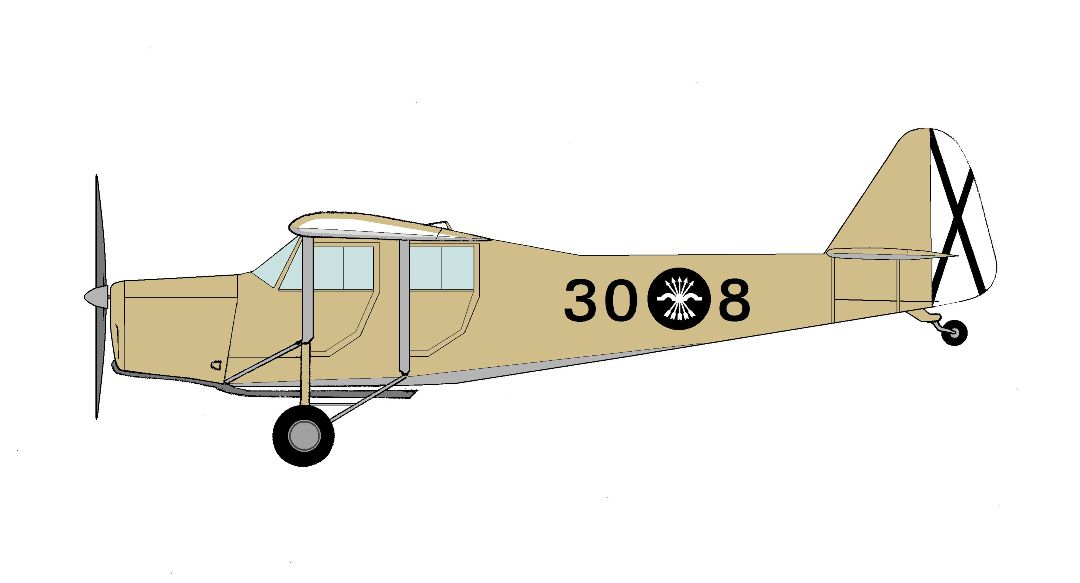
Caudron C.286

### De Havilland DH.60 Moth-Moth Major-

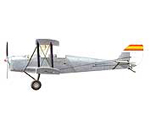
D.H.60 Moth Major

### Dewoitine D.510

Dewoitine D.510

### Dornier Wal
Die spanischen Streitkräfte erwarben 1925 eine Dornier Militär-Wal für einen geplanten Rekordflug. Gebaut wurde diese Maschine in Italien von der Firma Costruzioni Meccaniche Aeronautiche S.A. Bereits vorher hatte Spanien weitere sechs dort gebaute Dornier Wal beschafft. Im Januar 1926 überquerte die auf den Namen Plus Ultra getaufte Langstrecken-Maschine den Südatlantik mit einer Distanz von 10.270 km. Nach 59 Stunden landeten die Piloten in Buenos Aires. Es war der erste historische Flug einer spanischen Besatzung unter der Leitung von Ramón Franco und Julio Ruiz de Alda. Pilot war: Juan Manuel Durán. Navigator und Mechaniker: Pablo Rada. Zwischenlandungen erfolgten in Las Palmas, Porto Praia (Cabo Verde), Isla Fernando Noroña, Pernambuco (Recife), Rio de Janeiro, Montevideo und Buenos Aires. Die Maschine verblieb in Argentinien, wurde konserviert und steht noch heute im Museo de Luján.

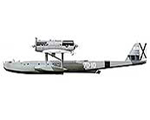
Dornier-Wal

### Farman F.430

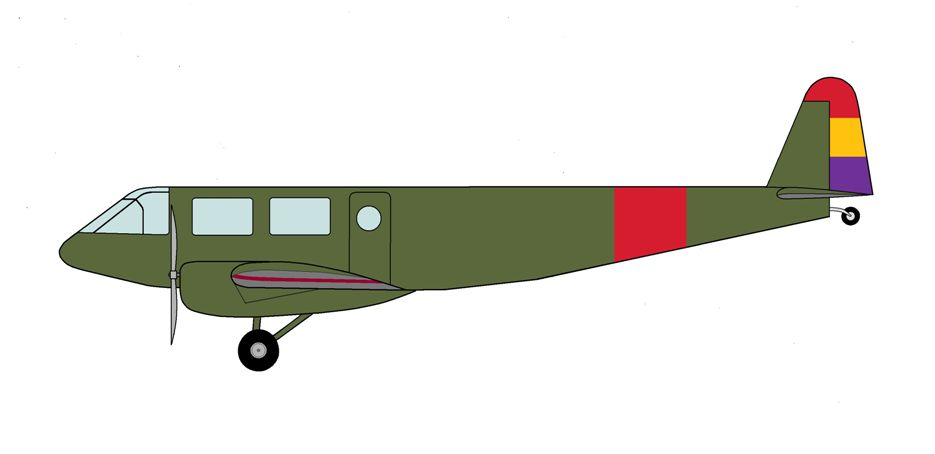
Farman F.430

### Focke-Wulf Fw 56

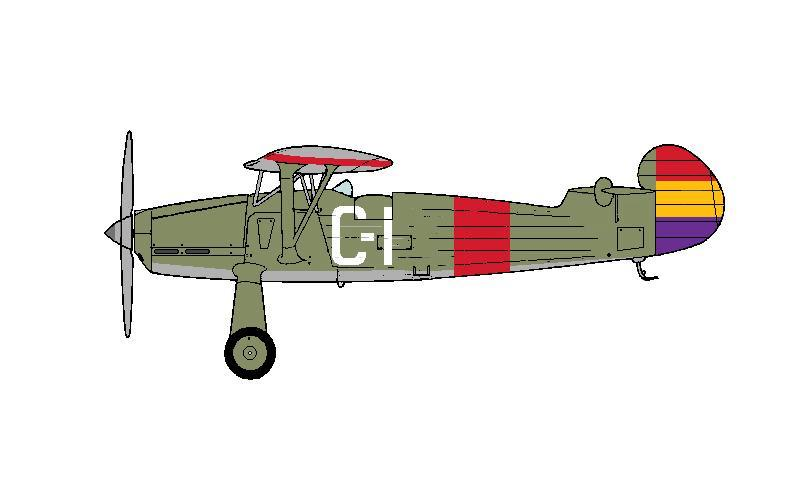
Focke-Wulf Fw 56

### González Gil-Pazó GP-1

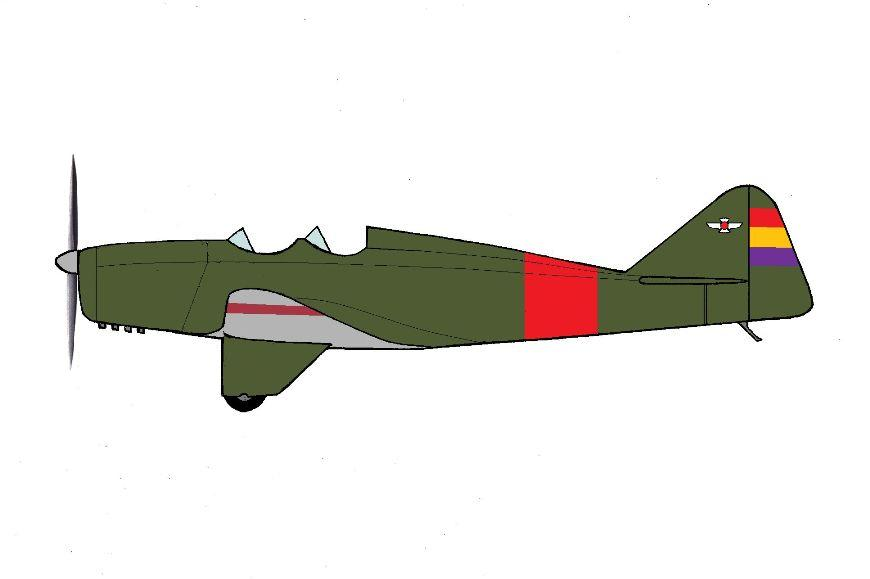
González Gil-Pazó GP-1

### Gourdou-Leseurre GL.32

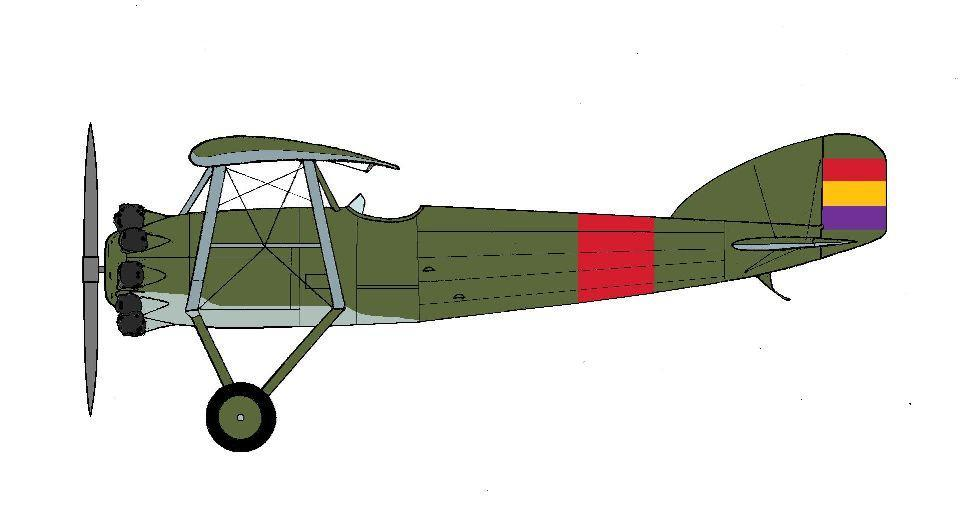
Gourdou-Leseurre GL.32

### Hispano Suiza E-30

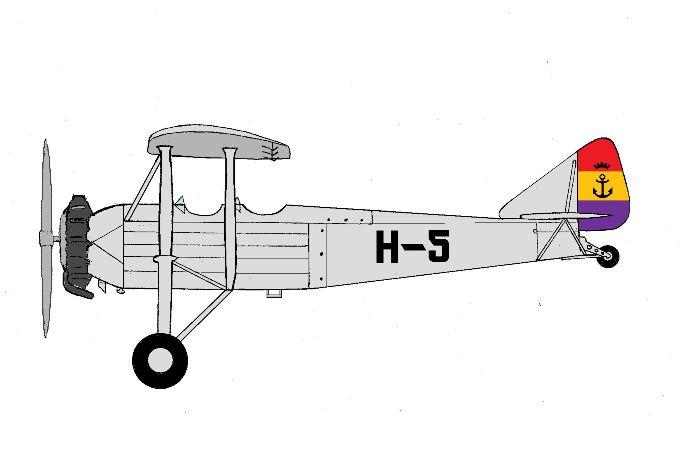
Hispano Suiza E-30

### Hispano Suiza E-34

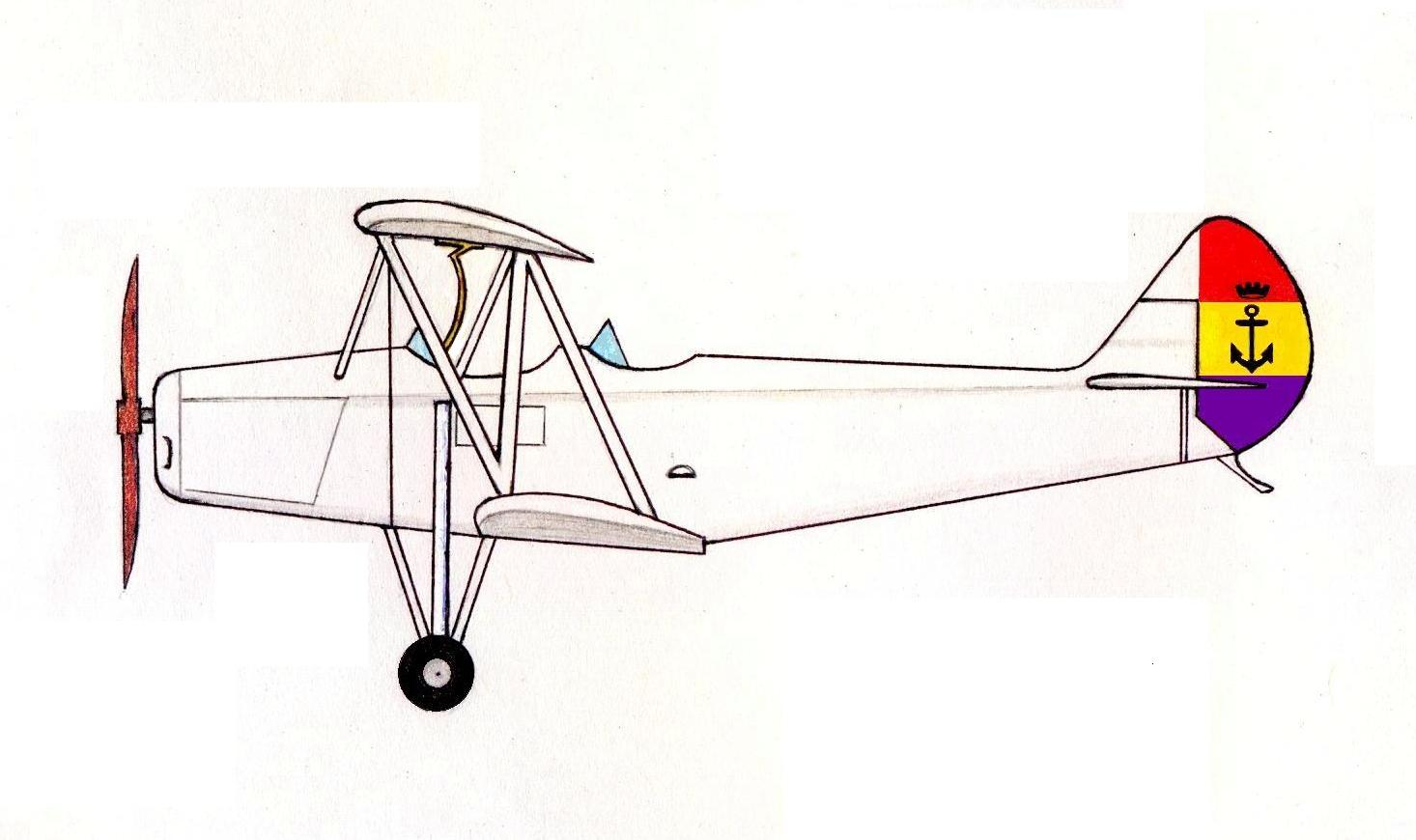
Hispano Suiza E-34

### Klemm L 25

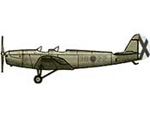
Klemm 25 (spanische Version)

### Loring R-I

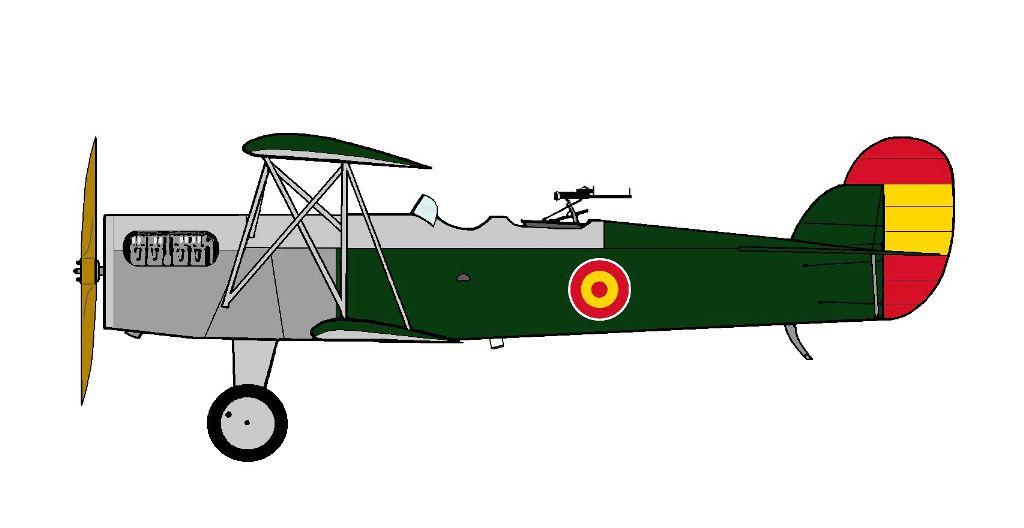
Loring I

### Loring R-III

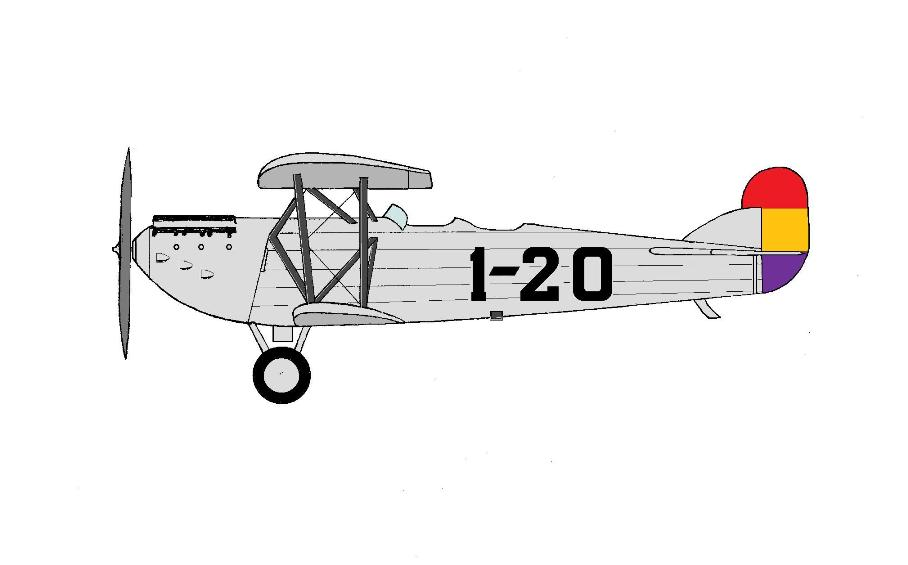
Loring III

### Morane-Saulnier MS.180

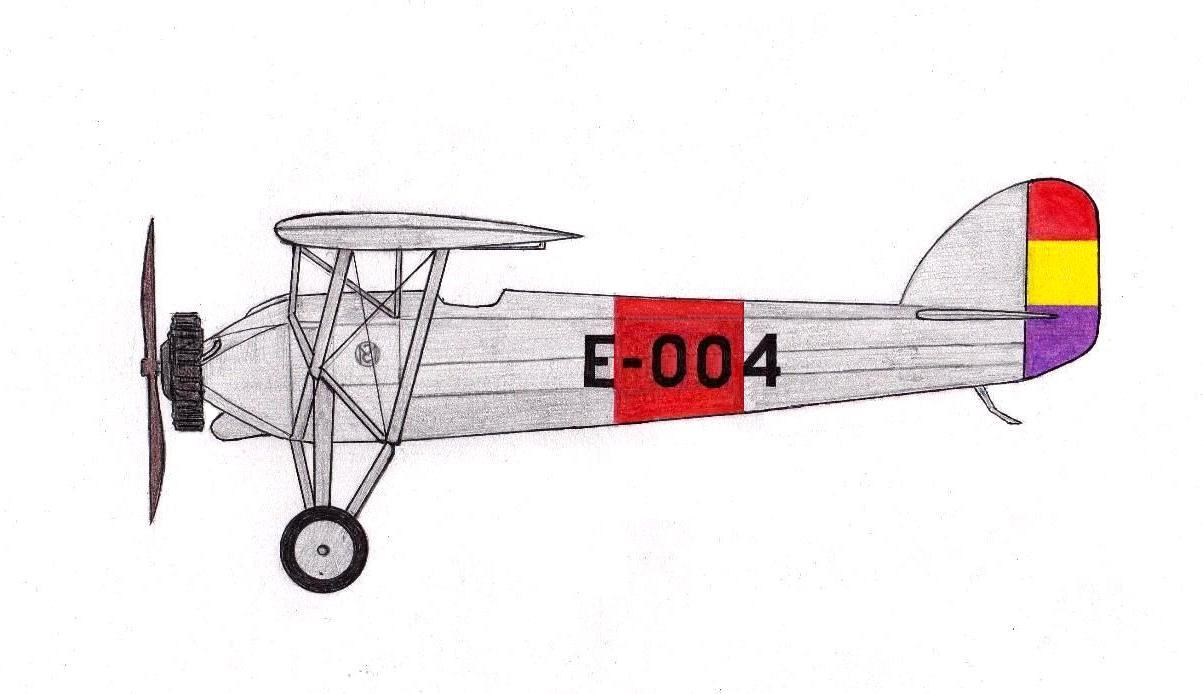
MS 181

### Morane-Saulnier MS.230

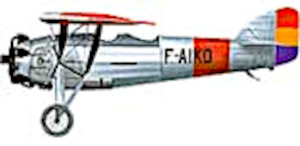
MS 230

### Morane-Saulnier MS.341

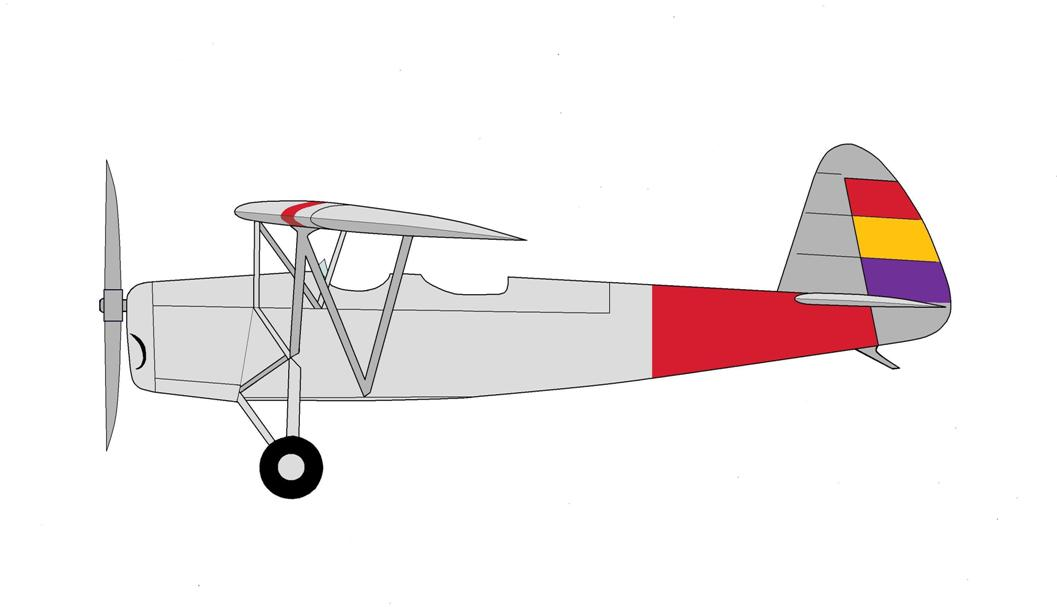
MS 341

### Nieuport 52

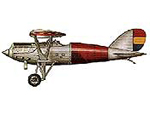
Nieuport 52

Die Nieuport 52 wurde von Hispano-Suiza in Lizenz gebaut. Die erste Maschine Hispano-Nieuport 52 CN flog 1930. Ein Ganzmetallflugzeug aus Aluminium mit Zwölfzylinder-V-Motor Hispano-Suiza 12Hb und einer Leistung von 500 PS. Die Bezeichnung CN stand für Caza Nieuport dtsch: Jäger Nieuport.
1936 wurde 35 Maschinen an das spanische Militär ausgeliefert, ausgerüstet mit zwei Maschinenwaffen Kaliber 7,7 mm von Vickers mit je 1.000 Schuss Magazin. 28 Maschinen waren in Madrid und Barcelona und die restlichen sieben vereinzelt auf das Land verteilt stationiert.

### Polikarpow R-Z

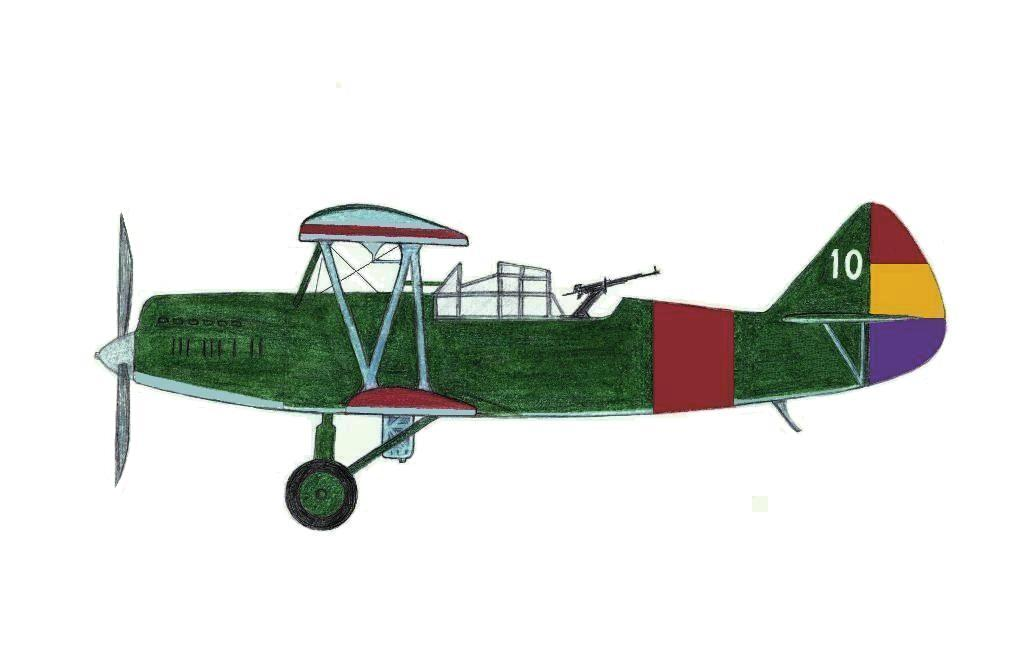
Polikarpow R-Z 'Natacha'

### Potez 25

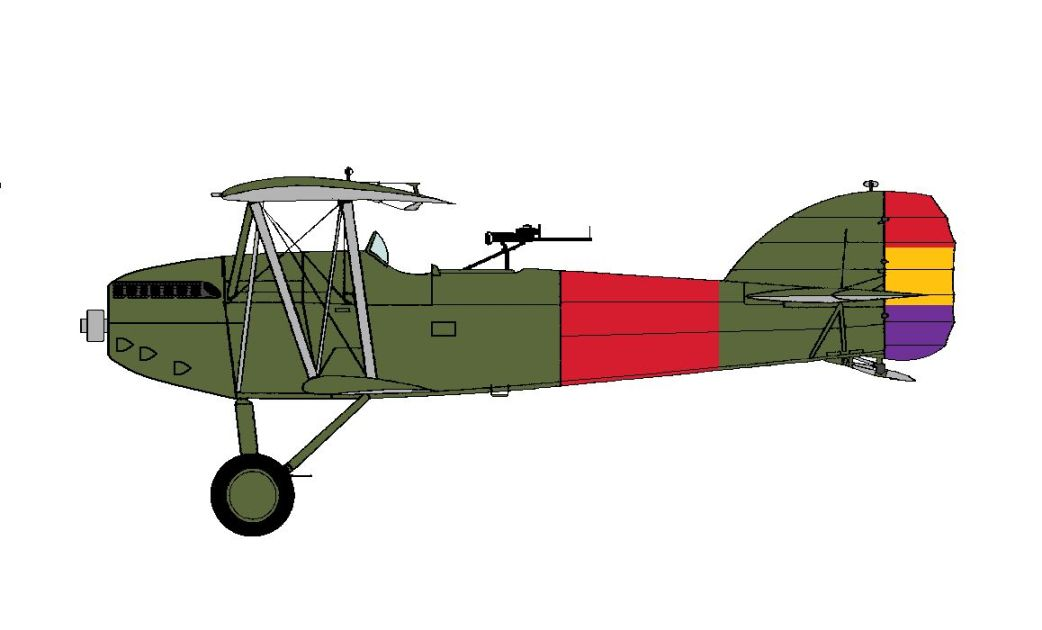
Potez 25

### Potez 58

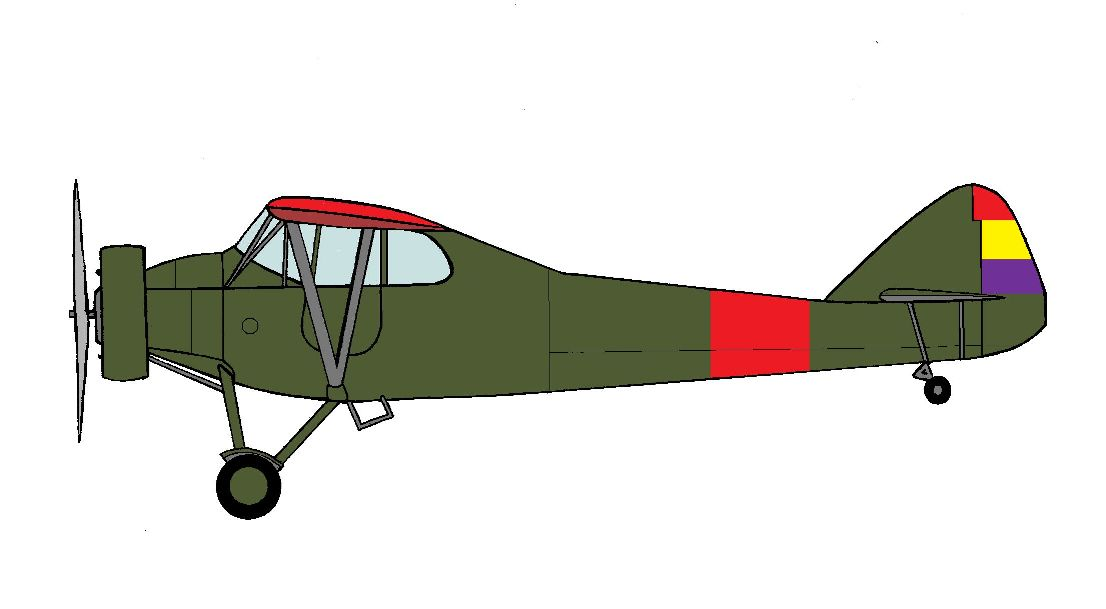
Potez 58

### Potez 540

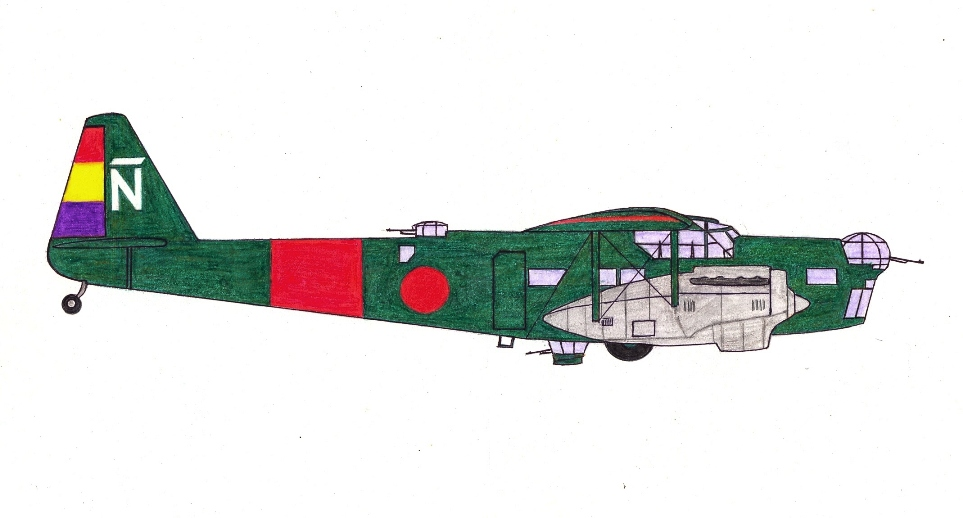
Potez 540

### Romano R.80

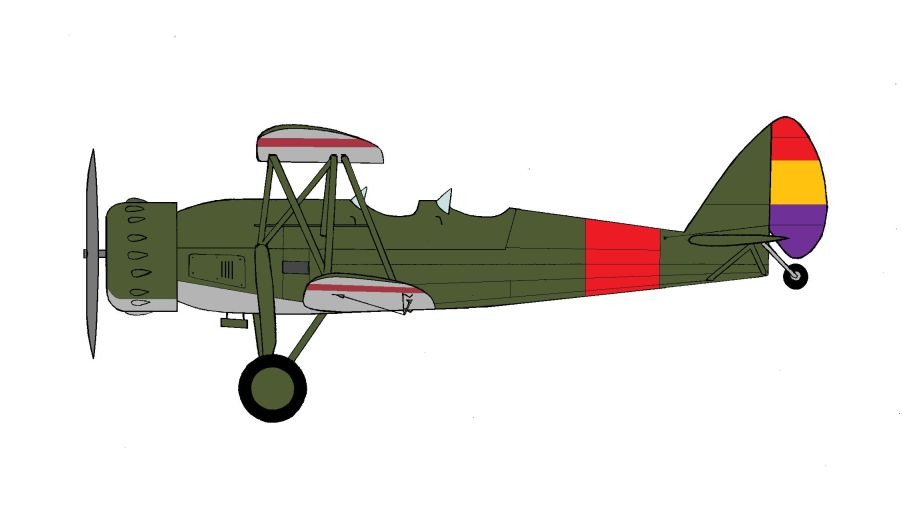
Romano R.80

### Romano R.83

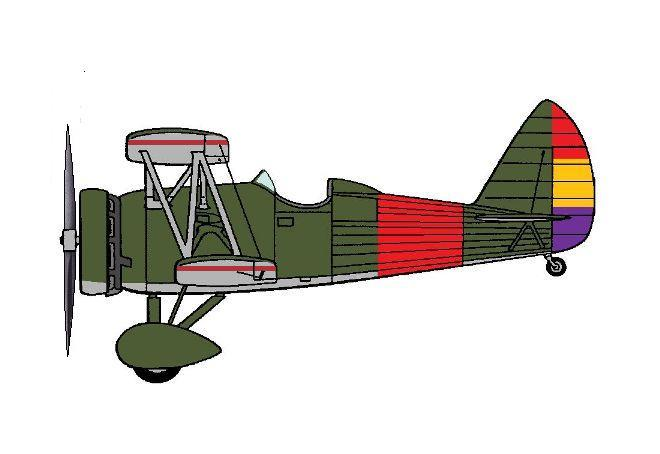
Romano R.83

## 1930–1934
- Autogiro C-30
- Caudron C-272 -Luciole-
- De Havilland DH.82 Tiger Moth -Tiger Moth-
- De Havilland DH.89 Dragon Rapide -Dragon Rapide-
- Dornier Do 17 -Bacalao-
- Fiat CR.32 -Chirri-
- Heinkel He 51
- Junkers Ju 52 Casa
- Messerschmitt Bf 108 -Taifun-
- Miles 2 -Hawk Major-
- Polikarpow I-15 -Chato / Curtis-
- Polikarpow I-16 -Mosca / Rata-
- Savoia-Marchetti SM.79 -Sparviero-
- Tupolew SB-2 -Katiuska-

## 1935–1939
- Bücker Bü 131 – Jungmann
- Bücker Bü 133 – Jungmeister
- Farman F.402
- Fieseler Fi 156 – Storch
- Heinkel He 111
- Hispano-Suiza HS-34
- Messerschmitt Bf 109
- Polikarpow R-Z – Natacha
- Savoia SM.81 – Pipistrello

## 1940–1949
- Casa C-2.111 – Pedro
- Consolidated PBY-5 – Catalina
- Dornier Do 24
- Douglas DC-3/C-47
- Douglas DC-4 – Skymaster
- Junkers Ju 88
- North American B-25 – Mitchell

## 1950–1959
- AISA I-115
- AISA I-11B
- Beechcraft T-34 Mentor
- Cessna L-19 Bird Dog
- Grumman HU-16 Albatross
- Hispano Aviación HA-1109 J-1L (Bf 109)
- Hispano Aviación HA-1112 Buchon (Bf 109)
- Huarte Mendicoa HM-1 (AISA H.M.1)
- Lockheed T-33
- North American F-86 Sabre
- North American T-6 Texan
- Sikorsky-Westland S-55

## 1960–1969
- Aerotecnica AC-12
- Aerotecnica AC-14
- Agusta-Bell 47 Sioux
- Agusta-Bell UH-1 Iroquois
- CASA C-201 Alcotán
- CASA C-202 Halcón
- CASA C-207 Azor
- De Havilland Canada DHC-4 Caribou
- Dornier Do 27
- Hispano Aviación HA-200 Saeta
- Lockheed F-104 Starfighter
- Piper PA-23 Aztec

## 1970–1979
- Aérospatiale SA.319 Alouette III
- Beechcraft B55 Baron
- Boeing KC-97L Stratofreighter
- Dassault Mirage III
- Hispano Aviación HA-220 Super Saeta
- Hughes 269
- McDonnell F-4C Phantom II
- Northrop F-5A „Freedom Fighter“

## Sonstiges
siehe auch: Flugzeuge der spanischen Luftwaffe